# Gran Premio di superbike di Sepang 2015
Il Gran Premio di superbike di Sepang 2015 è stato la decima prova del mondiale superbike del 2015, nello stesso fine settimana si è corso il nono gran premio stagionale del mondiale supersport del 2015. Gara uno del mondiale Superbike va a Jonathan Rea con un vantaggio di poco più di un decimo su Chaz Davies terzo, sebbene più staccato, si posiziona Max Biaggi che si era ritirato dalla competizione al termine del 2012 e rientra in questo evento in veste di pilota wild card. Posizioni invertite tra i primi due in gara due con Davies a precedere Rea di poco meno di un decimo; terzo posto ancora per Apriliaː in questo caso col pilota titolare Jordi Torres. Nel mondiale Supersport Patrick Jacobsen, dopo aver fatto siglare la pole position, ottiene il primo successo. La coppia di piloti MV Agusta completa il podio con Cluzel a precedere Zanetti.

## Superbike

### Gara 1
Fonte

#### Arrivati al traguardo
| Pos. | Nº | Pilota             | Squadra                          | Motocicletta       | Giri | Tempo     | Griglia | Punti |
| ---- | -- | ------------------ | -------------------------------- | ------------------ | ---- | --------- | ------- | ----- |
| 1º   | 65 | Jonathan Rea       | Kawasaki Racing                  | Kawasaki ZX-10R    | 16   | 33'33.964 | 7º      | 25    |
| 2º   | 7  | Chaz Davies        | Aruba.it Racing-Ducati SBK       | Ducati Panigale R  | 16   | +0.121    | 6º      | 20    |
| 3º   | 3  | Max Biaggi         | Aprilia Racing                   | Aprilia RSV4 RF    | 16   | +10.695   | 4º      | 16    |
| 4º   | 1  | Sylvain Guintoli   | PATA Honda                       | Honda CBR1000RR SP | 16   | +15.433   | 3º      | 13    |
| 5º   | 66 | Tom Sykes          | Kawasaki Racing                  | Kawasaki ZX-10R    | 16   | +17.983   | 1º      | 11    |
| 6º   | 22 | Alex Lowes         | VOLTCOM Crescent Suzuki          | Suzuki GSX-R1000   | 16   | +23.758   | 5º      | 10    |
| 7º   | 91 | Leon Haslam        | Aprilia Racing Team - Red Devils | Aprilia RSV4 RF    | 16   | +24.854   | 8º      | 9     |
| 8º   | 15 | Matteo Baiocco     | Althea Racing                    | Ducati Panigale R  | 16   | +28.306   | 10º     | 8     |
| 9º   | 59 | Niccolò Canepa     | Althea Racing                    | Ducati Panigale R  | 16   | +31.098   | 9º      | 7     |
| 10º  | 81 | Jordi Torres       | Aprilia Racing Team - Red Devils | Aprilia RSV4 RF    | 16   | +34.105   | 2º      | 6     |
| 11º  | 44 | David Salom        | Team Pedercini                   | Kawasaki ZX-10R    | 16   | +37.107   | 16º     | 5     |
| 12º  | 14 | Randy de Puniet    | VOLTCOM Crescent Suzuki          | Suzuki GSX-R1000   | 16   | +37.378   | 11º     | 4     |
| 13º  | 2  | Leon Camier        | MV Agusta Reparto Corse          | MV Agusta F4 RR    | 16   | +39.656   | 13º     | 3     |
| 14º  | 40 | Román Ramos        | Team Go Eleven                   | Kawasaki ZX-10R    | 16   | +43.451   | 14º     | 2     |
| 15º  | 36 | Leandro Mercado    | Barni Racing                     | Ducati Panigale R  | 16   | +48.476   | 15º     | 1     |
| 16º  | 23 | Christophe Ponsson | Team Pedercini                   | Kawasaki ZX-10R    | 16   | +1'01.166 | 18º     |       |
| 17º  | 75 | Gábor Rizmayer     | BMW Team Toth                    | BMW S1000 RR       | 16   | +1'24.006 | 19º     |       |
| 18º  | 48 | Alex Phillis       | Grillini SBK                     | Kawasaki ZX-10R    | 16   | +1'31.093 | 20º     |       |
| 19º  | 10 | Imre Tóth          | BMW Team Toth                    | BMW S1000 RR       | 16   | +2'02.124 | 21º     |       |

#### Ritirati
| Nº | Pilota               | Squadra      | Motocicletta       | Giri | Griglia |
| -- | -------------------- | ------------ | ------------------ | ---- | ------- |
| 45 | Gianluca Vizziello   | Grillini SBK | Kawasaki ZX-10R    | 7    | 17º     |
| 60 | Michael van der Mark | PATA Honda   | Honda CBR1000RR SP | 7    | 12º     |

#### Non partito
| Nº | Pilota          | Squadra             | Motocicletta |
| -- | --------------- | ------------------- | ------------ |
| 86 | Ayrton Badovini | BMW Motorrad Italia | BMW S1000 RR |

### Gara 2
Fonte

#### Arrivati al traguardo
| Pos. | Nº | Pilota               | Squadra                          | Motocicletta       | Giri | Tempo     | Griglia | Punti |
| ---- | -- | -------------------- | -------------------------------- | ------------------ | ---- | --------- | ------- | ----- |
| 1º   | 7  | Chaz Davies          | Aruba.it Racing-Ducati SBK       | Ducati Panigale R  | 16   | 33'36.466 | 6º      | 25    |
| 2º   | 65 | Jonathan Rea         | Kawasaki Racing                  | Kawasaki ZX-10R    | 16   | +0.091    | 7º      | 20    |
| 3º   | 81 | Jordi Torres         | Aprilia Racing Team - Red Devils | Aprilia RSV4 RF    | 16   | +5.008    | 2º      | 16    |
| 4º   | 1  | Sylvain Guintoli     | PATA Honda                       | Honda CBR1000RR SP | 16   | +13.130   | 3º      | 13    |
| 5º   | 60 | Michael van der Mark | PATA Honda                       | Honda CBR1000RR SP | 16   | +15.801   | 12º     | 11    |
| 6º   | 91 | Leon Haslam          | Aprilia Racing Team - Red Devils | Aprilia RSV4 RF    | 16   | +15.970   | 8º      | 10    |
| 7º   | 44 | David Salom          | Team Pedercini                   | Kawasaki ZX-10R    | 16   | +24.561   | 16º     | 9     |
| 8º   | 22 | Alex Lowes           | VOLTCOM Crescent Suzuki          | Suzuki GSX-R1000   | 16   | +26.526   | 5º      | 8     |
| 9º   | 15 | Matteo Baiocco       | Althea Racing                    | Ducati Panigale R  | 16   | +28.528   | 10º     | 7     |
| 10º  | 40 | Román Ramos          | Team Go Eleven                   | Kawasaki ZX-10R    | 16   | +31.598   | 14º     | 6     |
| 11º  | 59 | Niccolò Canepa       | Althea Racing                    | Ducati Panigale R  | 16   | +33.568   | 9º      | 5     |
| 12º  | 2  | Leon Camier          | MV Agusta Reparto Corse          | MV Agusta F4 RR    | 16   | +34.806   | 13º     | 4     |
| 13º  | 14 | Randy de Puniet      | VOLTCOM Crescent Suzuki          | Suzuki GSX-R1000   | 16   | +46.521   | 11º     | 3     |
| 14º  | 66 | Tom Sykes            | Kawasaki Racing                  | Kawasaki ZX-10R    | 16   | +48.964   | 1º      | 2     |
| 15º  | 36 | Leandro Mercado      | Barni Racing                     | Ducati Panigale R  | 16   | +49.865   | 15º     | 1     |
| 16º  | 23 | Christophe Ponsson   | Team Pedercini                   | Kawasaki ZX-10R    | 16   | +1'04.171 | 18º     |       |
| 17º  | 45 | Gianluca Vizziello   | Grillini SBK                     | Kawasaki ZX-10R    | 16   | +1'24.837 | 17º     |       |
| 18º  | 75 | Gábor Rizmayer       | BMW Team Toth                    | BMW S1000 RR       | 16   | +1'25.068 | 19º     |       |
| 19º  | 48 | Alex Phillis         | Grillini SBK                     | Kawasaki ZX-10R    | 16   | +1'34.051 | 20º     |       |
| 20º  | 10 | Imre Tóth            | BMW Team Toth                    | BMW S1000 RR       | 16   | +2'00.907 | 21º     |       |

#### Ritirato
| Nº | Pilota     | Squadra        | Motocicletta    | Giri | Griglia |
| -- | ---------- | -------------- | --------------- | ---- | ------- |
| 3  | Max Biaggi | Aprilia Racing | Aprilia RSV4 RF | 1    | 4º      |

#### Non partito
| Nº | Pilota          | Squadra             | Motocicletta |
| -- | --------------- | ------------------- | ------------ |
| 86 | Ayrton Badovini | BMW Motorrad Italia | BMW S1000 RR |

## Supersport
Fonte

### Arrivati al traguardo
| Pos. | Nº  | Pilota              | Squadra                       | Motocicletta     | Giri | Tempo     | Griglia | Punti |
| ---- | --- | ------------------- | ----------------------------- | ---------------- | ---- | --------- | ------- | ----- |
| 1º   | 99  | Patrick Jacobsen    | CORE'' Motorsport Thailand    | Honda CBR600RR   | 14   | 30'21.294 | 1º      | 25    |
| 2º   | 16  | Jules Cluzel        | MV Agusta Reparto Corse       | MV Agusta F3 675 | 14   | +0.091    | 3º      | 20    |
| 3º   | 87  | Lorenzo Zanetti     | MV Agusta Reparto Corse       | MV Agusta F3 675 | 14   | +3.387    | 5º      | 16    |
| 4º   | 54  | Kenan Sofuoğlu      | Kawasaki Puccetti Racing      | Kawasaki ZX-6R   | 14   | +3.456    | 2º      | 13    |
| 5º   | 111 | Kyle Smith          | PATA Honda                    | Honda CBR600RR   | 14   | +9.507    | 7º      | 11    |
| 6º   | 44  | Roberto Rolfo       | Team Lorini                   | Honda CBR600RR   | 14   | +15.835   | 4º      | 10    |
| 7º   | 36  | Martín Cárdenas     | CIA Landlords Insurance Honda | Honda CBR600RR   | 14   | +16.281   | 11º     | 9     |
| 8º   | 4   | Gino Rea            | CIA Landlords Insurance Honda | Honda CBR600RR   | 14   | +16.298   | 6º      | 8     |
| 9º   | 11  | Christian Gamarino  | Team Go Eleven                | Kawasaki ZX-6R   | 14   | +19.628   | 9º      | 7     |
| 10º  | 25  | Alex Baldolini      | Race Department ATK#25        | MV Agusta F3 675 | 14   | +20.959   | 8º      | 6     |
| 11º  | 6   | Dominic Schmitter   | Team Go Eleven                | Kawasaki ZX-6R   | 14   | +32.332   | 14º     | 5     |
| 12º  | 61  | Fabio Menghi        | VFT Racing                    | Yamaha YZF R6    | 14   | +32.397   | 13º     | 4     |
| 13º  | 19  | Kevin Wahr          | SMS Racing                    | Honda CBR600RR   | 14   | +32.487   | 12º     | 3     |
| 14º  | 41  | Aiden Wagner        | CIA Landlords Insurance Honda | Honda CBR600RR   | 14   | +32.890   | 15º     | 2     |
| 15º  | 24  | Marcos Ramírez      | Team Lorini                   | Honda CBR600RR   | 14   | +39.394   | 18º     | 1     |
| 16º  | 5   | Marco Faccani       | San Carlo Puccetti Racing     | Kawasaki ZX-6R   | 14   | +40.426   | 10º     |       |
| 17º  | 59  | Ratthapong Wilairot | CIA Landlords Insurance Honda | Honda CBR600RR   | 14   | +40.659   | 16º     |       |
| 18º  | 10  | Nacho Calero        | Orelac Racing                 | Honda CBR600RR   | 14   | +1'09.545 | 19º     |       |

### Ritirato
| Nº | Pilota      | Squadra     | Motocicletta   | Giri | Griglia |
| -- | ----------- | ----------- | -------------- | ---- | ------- |
| 68 | Glenn Scott | AARK Racing | Honda CBR600RR | 10   | 17º     |